# Cylindraustralia kochii
Cylindraustralia kochii är en insektsart som först beskrevs av Henri Saussure 1877.  Cylindraustralia kochii ingår i släktet Cylindraustralia och familjen Cylindrachetidae. Inga underarter finns listade i Catalogue of Life.

## Bildgalleri

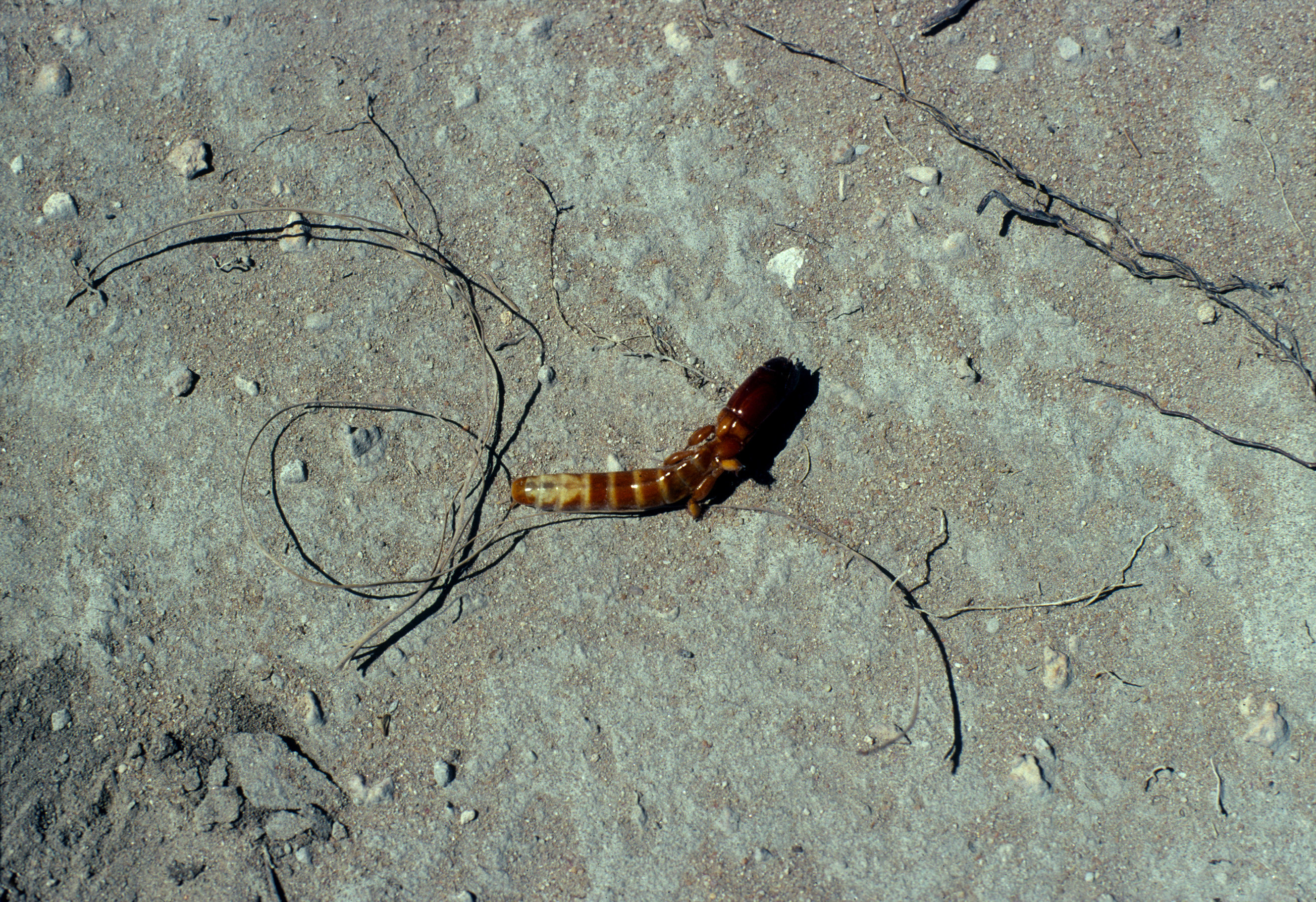